# Basketball Club Bayreuth
Il Basketball Club Bayreuth è una società cestistica avente sede a Bayreuth, in Germania. Fondata nel 1975, gioca nel massimo campionato tedesco. Dal 2013, la compagnia Medi è a capo della società, cambiando così il nome in Medi Bayreuth.

## Storia
La squadra venne fondata nel 1975 all'interno della polisportiva Post SV Bayreuth e fu uno dei primi club ad iscriversi alla neonata seconda divisione tedesca. Nella stagione del debutto, la squadra conquistò subito la promozione in Basketball-Bundesliga. Nel 1979, la squadra di pallacanestro si separò dal Post SV ed il club venne rifondato come USC Bayreuth. Al termine della stagione 1983-84, il team venne retrocessa, retrocessione che portò alla fusione con il TTBG Steiner-Optik Bayreuth, una ex squadra di ping-pong, formando così il BG Steiner Bayreuth.
Come Steiner Bayreuth, la squadra ottenne grandi successi. Subito torno in Basketball-Bundesliga e dopo pochi anni iniziò a vincere diversi trofei in Germania. Nel 1988 e nel 1989 il club vinse la Deutscher Pokalsieger, oltre alla vittoria del campionato tedesco nella stagione 1988-89.
Nel 1997, Steiner, lo sponsor della squadra da diverso tempo, lasciò la squadra, provocando una crisi finanziaria, oltre ad una "crisi sportiva". Nel 1999 la squadra venne retrocessa proprio a causa della sua situazione finanziaria nella nuova ProA.
Dopo diversi anni, la squadra vinse la stagione 2009-2010 della ProA, venendo così promossa in Bundesliga. All'inizio della stagione 2013-2014, il club cambiò ancora il suo nome in medi bayreuth, cambiando anche i colori sociali in nero, verde lime e bianco.
Nella stagione 2016-17, il Bayreuth guidato da Raoul Korner finì il campionato al quarto posto, qualificandosi per i playoff con un record di 22 vittorie e 10 sconfitte, dove però venne eliminato al primo turno dall'Oldenburg. Grazie al piazzamento in campionato, la squadra si qualificò per la Basketball Champions League 2017-2018, prima manifestazione europea nella storia del club. Con un record di 8 vittorie e 6 sconfitte, il Bayreuth si qualificò per i playoff battendo agli ottavi di finale il Beşiktaş, venendo però eliminata nel turno successivo dal Riesen Ludwigsburg.
Il Bayreuth riuscì a replicare l'ottima annata in campionato anche nella stagione successiva, riuscendo ad arrivare ancora ai playoff, venendo però ancora esclusa dalla corsa al titolo al primo turno dal Riesen Ludwigsburg, ottenendo però la qualificazione al terzo turno di qualificazione alla Basketball Champions League 2018-2019.

## Palmarès
- Campionato tedesco: 1

1988-89
- Coppa di Germania: 2

1988, 1989

## Cestisti
- Kenny Barker 2010-2011

## Roster 2022-2023
Aggiornato al 14 dicembre 2022.
|    | Naz.                                     | Ruolo | Sportivo          | Anno | Alt. | Peso |  |
| -- | ---------------------------------------- | ----- | ----------------- | ---- | ---- | ---- |  |
| 0  | Stati Uniti (bandiera)                   | P     | Brandon Childress | 1997 | 183  | 86   |  |
| 1  | Stati Uniti (bandiera)                   | G     | Ahmed Hill        | 1995 | 196  | 93   |  |
| 3  | Germania (bandiera) · Nigeria (bandiera) | P     | Osaro Jürgen Rich | 1998 | 188  | 88   |  |
| 8  | Germania (bandiera)                      | C     | Nat Diallo        | 2000 | 208  | 106  |  |
| 9  | Germania (bandiera)                      | AP    | Kay Bruhnke       | 2001 | 203  | 100  |  |
| 10 | Germania (bandiera)                      | P     | Bastian Doreth    | 1989 | 183  | 83   |  |
| 11 | Croazia (bandiera)                       | C     | Krešimir Nikić    | 1999 | 213  | 104  |  |
| 21 | Stati Uniti (bandiera)                   | P     | Jarrod West       | 1999 | 182  | 82   |  |
| 23 | Canada (bandiera)                        | C     | Kalif Young       | 1997 | 206  | 113  |  |
| 34 | Canada (bandiera)                        | AG    | Jackson Rowe      | 1997 | 201  | 95   |  |
| 43 | Lituania (bandiera)                      | G     | Ignas Sargiūnas   | 1999 | 194  | 86   |  |
| 44 | Italia (bandiera)                        | AP    | Sasha Grant       | 2002 | 198  | 90   |  |
| 52 | Germania (bandiera)                      | G     | Florian Kämpf     | 2003 | 188  | 86   |  |

### Staff tecnico
| Allenatore: | Lars Masell         |
| Assistenti: | Matt Vest, Tim Nees |